# ديفيد سيرداس
ديفيد سيرداس (بالإسبانية: David Serradas) (مواليد 17 مايو 1969) هو ملاكم فنزويلي، مثّل بلاده في الألعاب الأولمبية الصيفية 1992.

## روابط خارجية
ديفيد سيرداس على موقع اللجنة الأولمبية الدولية (الإنجليزية)
- ديفيد سيرداس على موقع أوليمبيديا (الإنجليزية)